# Софьин, Павел Асланбекович
Павел Софьин (род. 4 сентября 1981 года, Люберцы, Московская область, СССР) — российский толкатель ядра, бронзовый призёр чемпионата мира в помещении 2006, участник двух летних Олимпийских игр (2004, 2008), двукратный чемпион России в помещении (2008, 2009), чемпион России на открытом воздухе 2006, мастер спорта международного класса.

## Биография
Мать — Галина Константиновна Софьина — в прошлом пятиборка, участница Олимпийских Игр 1968 в Мехико.
Павел окончил Московское училище олимпийского резерва № 1 и РГУФК. В 2012 году женился на девушке по имени Александра.
Начал заниматься толканием ядра в 1997 году. Дебютировал на международной арене в 1998 году, выиграв первые Всемирные юношеские игры в Москве.
После окончания спортивной карьеры работал тренером в Областном легкоатлетическом центре в Люберцах. Также работал в спорткомплексе «Метеор» г. Жуковский. Член Общественной палаты Люберецкого района. В настоящее время — директор СДЮСШОР Люберецкого района.

## Основные результаты

### Международные
| Год  | Соревнования                                       | Место проведения   | Место  | Результат |
| ---- | -------------------------------------------------- | ------------------ | ------ | --------- |
| 1998 | Всемирные юношеские игры                           | Москва, Россия     | 1      | 19.59 м   |
| 1999 | Чемпионат Европы по лёгкой атлетике среди юниоров  | Рига, Латвия       | 6      | 17.12 м   |
| 2000 | Чемпионат мира по лёгкой атлетике среди юниоров    | Сантьяго, Чили     | 7      | 18.26 м   |
| 2003 | Чемпионат Европы по лёгкой атлетике среди молодёжи | Быдгощ, Польша     | 2      | 20.33 м   |
| 2003 | Чемпионат мира по лёгкой атлетике                  | Париж, Франция     | 27 (q) | 18.66 м   |
| 2004 | Чемпионат мира по лёгкой атлетике в помещении      | Будапешт, Венгрия  | 18 (q) | 19.02 м   |
| 2004 | Летние Олимпийские игры                            | Афины, Греция      | 30 (q) | 19.02 м   |
| 2005 | Чемпионат Европы по лёгкой атлетике в помещении    | Мадрид, Испания    | 8      | 19.51 м   |
| 2006 | Кубок Европы по зимним метаниям                    | Тель-Авив, Израиль | 3      | 20.19 м   |
| 2006 | Чемпионат мира по лёгкой атлетике в помещении      | Москва, Россия     | 3      | 20.68 м   |
| 2006 | Чемпионат Европы по лёгкой атлетике                | Гётеборг, Швеция   | 4      | 20.55 м   |
| 2006 | Кубок мира IAAF                                    | Афины, Греция      | 3      | 20.45 м   |
| 2007 | Чемпионат мира по лёгкой атлетике                  | Осака, Япония      | 9      | 19.62 м   |
| 2008 | Чемпионат мира по лёгкой атлетике в помещении      | Валенсия, Испания  | 9 (q)  | 19.95 м   |
| 2008 | Летние Олимпийские игры                            | Пекин, Китай       | 6      | 20.42 м   |
| 2009 | Чемпионат Европы по лёгкой атлетике в помещении    | Турин, Италия      | 16 (q) | 18.79 м   |
| 2009 | Чемпионат мира по лёгкой атлетике                  | Берлин, Германия   | 9      | 19.89 м   |
| 2009 | Всемирный легкоатлетический финал                  | Салоники, Греция   | 3      | 20.82 м   |

### Национальные
| Год  | Соревнования                                         | Место проведения | Место | Результат |
| ---- | ---------------------------------------------------- | ---------------- | ----- | --------- |
| 2002 | Чемпионат России по лёгкой атлетике 2002             | Чебоксары        | 3     | 18.75 м   |
| 2003 | Чемпионат России по лёгкой атлетике 2003             | Тула             | 2     | 19.32 м   |
| 2004 | Чемпионат России по лёгкой атлетике 2004             | Тула             | 2     | 19.89 м   |
| 2005 | Чемпионат России по лёгкой атлетике в помещении 2005 | Волгоград        | 3     | 19.46 м   |
| 2005 | Чемпионат России по лёгкой атлетике 2005             | Тула             | 2     | 20.05 м   |
| 2006 | Чемпионат России по лёгкой атлетике в помещении 2006 | Москва           | 2     | 20.17 м   |
| 2006 | Чемпионат России по лёгкой атлетике 2006             | Тула             | 1     | 20.38 м   |
| 2007 | Чемпионат России по лёгкой атлетике 2007             | Тула             | 2     | 20.10 м   |
| 2008 | Чемпионат России по лёгкой атлетике в помещении 2008 | Москва           | 1     | 20.11 м   |
| 2008 | Чемпионат России по лёгкой атлетике 2008             | Казань           | 2     | 20.45 м   |
| 2009 | Чемпионат России по лёгкой атлетике в помещении 2008 | Москва           | 1     | 19.79 м   |
| 2009 | Чемпионат России по лёгкой атлетике 2009             | Чебоксары        | 2     | 20.59 м   |
| 2010 | Чемпионат России по лёгкой атлетике 2010             | Саранск          | 2     | 19.24 м   |